# راسيل لاتابي
راسيل نايجل لاتابي (بالإنجليزية: Russell Nigel Latapy)‏ (مواليد 2 أغسطس 1968 في بورت أوف سبين) لاعب كرة قدم ترينيدادي دولي يجيد اللعب في خط الوسط . يلعب حاليا لصالح نادي كاليدونيا الترينيدادي منذ 2009 .

## روابط خارجية
- راسيل لاتابي على موقع الاتحاد الدولي (مؤرشف)  (الإنجليزية)
- راسيل لاتابي على موقع قاعدة بيانات كرة القدم.إي يو (الإنجليزية)
- راسيل لاتابي على موقع ناشيونال فوتبول تيمز (الإنجليزية)
- راسيل لاتابي على موقع Soccerbase.com (لاعب) (الإنجليزية)
- راسيل لاتابي على موقع Soccerway.com (الإنجليزية)
- راسيل لاتابي على موقع عالم كرة القدم.نت (الإنجليزية)